# Posluži nas srećo
Posluži nas srećo 10. je album pjevačice Nede Ukraden izdan 1988.
godine za zagrebačku diskografsku kuću Jugoton (današnja Croatia Records) i to kao LP ploča i kazeta.

## Popis pjesama

### A strana
- A1. Boli, boli (3:52)
- A2. Šta će mi tvoje pismo (2:25)
- A3. Hej ljubavi, nisi drug (3:20)
- A4. Hopa cupa, srce lupa (3:08)
- A5. Ostariću, čekajući na te (4:50)

### B strana
- B1. Crne oči (3:35)
- B2. Za svaku ranu (3:57)
- B3. Kako sam ja sretna bila (2:34)
- B4. Posluži nas srećo (3:25)
- B5. Sretno ti bilo, sine (3:10)

## O albumu
Album "Posluži nas srećo" izdan je 1988. godine i prodan je u preko 250.000 primjeraka doživjevši tako dijamantno izdanje. Najzapaženija pjesma albuma bio je i danas rado slušan megahit Boli, boli koji je, zajedno s pjesmama Ostariću čekajući na te i Posluži nas srećo uvršten na kompliaciju hitova Nede Ukraden iz 2010. godine pod nazivom upravo prvog stiha pjesme Boli, Boli, a to je Radujte se prijatelji.

## Suradnici
- Tekstopisci - Marina Tucaković (pjesme: A1 do A4, B2 do B4), Ž. Pavičić (pjesme: A1, A3, A5, B5)
- Glazba - Đorđe Novković (pjesme: A1 do A5, B2 do B5)
- Aranžer i producent - Kornelije Kovač

## Vanjske poveznice
- Album "Posluži nas srećo" na www.discogs.com